# Cuộc nổi dậy Orlov

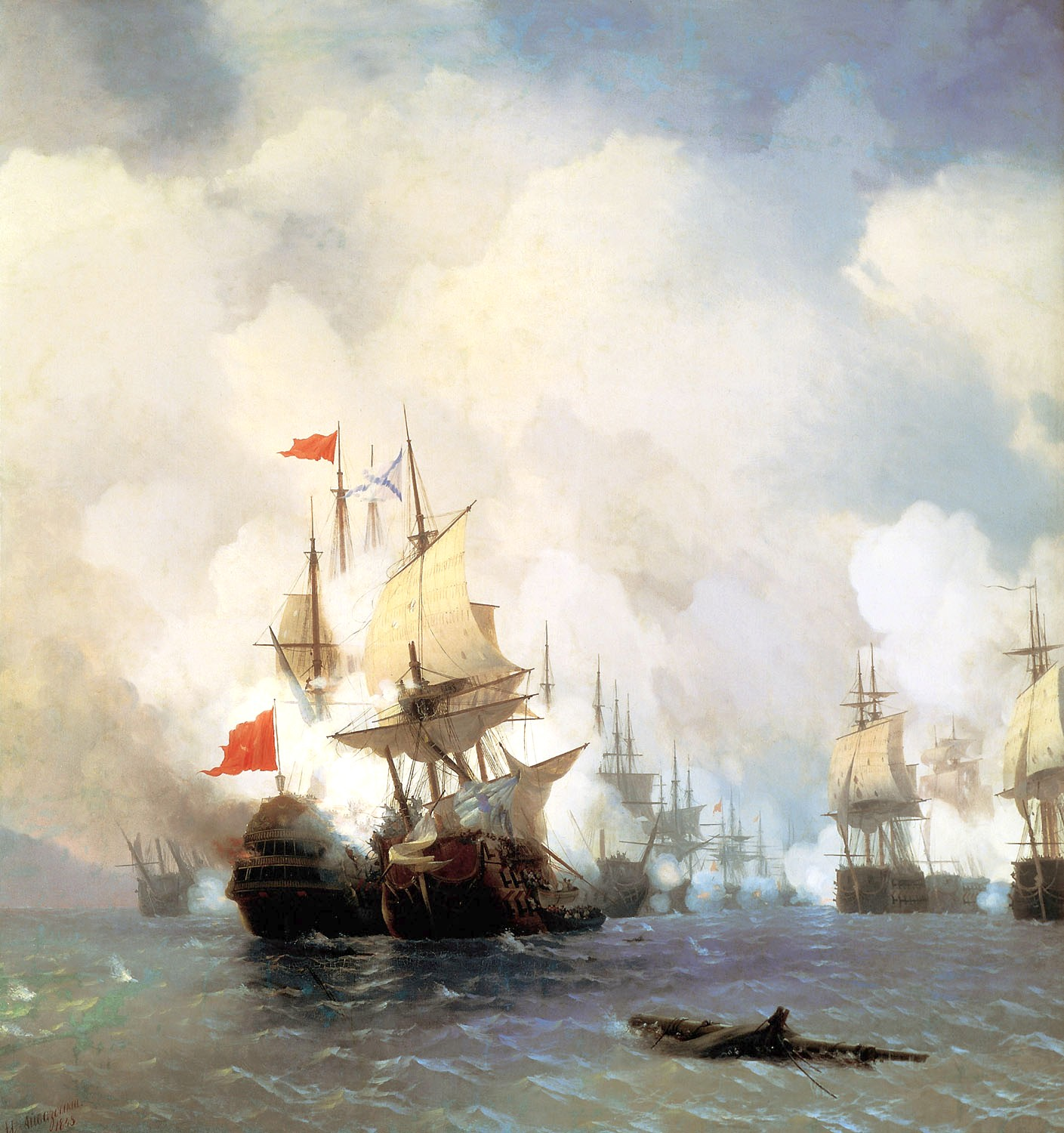
Hải chiến Chios (Chesma), hoạ phẩm của Ivan Konstantinovich Aivazovsky (1848)

Cuộc nổi dậy Orlov (1770) là tiền thân của chiến tranh giành độc lập Hy Lạp sau này (1821). Với sự giúp đỡ của Bá tước Aleksey Grigoryevich Orlov, thống lĩnh Hải quân Đế quốc Nga trong cuộc chiến tranh Nga-Thổ Nhĩ Kỳ, nhân dân Hy Lạp phất cờ nổi dậy chống lại ách đô hộ của Đế quốc Ottoman. Tại Hy Lạp, người ta gọi vụ việc này là những sự kiện Orlo (tiếng Hy Lạp: Ορλωφικά).
Đế quốc Nga đã hứa sẽ hạ đo ván Đế quốc Ottoman và thành lập một quốc gia thân Nga của người Hy Lạp tại vùng Balkan. Giữa thập niên 1760, các nhóm phái viên Nga đến bán đảo Mani, để thiết lập liên minh với các thủ lĩnh địa phương, những người thống lĩnh một đạo quân hùng mạnh nhất tại Hy Lạp trong thời gian đó. Vào năm 1769, trong cuộc chiến tranh Nga-Thổ Nhĩ Kỳ, một hạm đội gồm 14 chiến thuyền do Bá tước Aleksey Grigoryevich Orlov chỉ huy lên đường từ biển Baltich tới Địa Trung Hải. Hạm đội này đến Mani vào tháng 2 năm 1770, thúc đẩy người dân Mani giương cao lá cờ khởi nghĩa. Trong khi Hạm đội này tiến về biển Agean, 50 quân Nga ở lại giúp đỡ quân khởi nghĩa Mani.
Ban đầu, quân nổi dậy Hy Lạp giành được thế thượng phong, họ nhanh chóng giải phóng những phần đất lớn của Morea. Tuy nhiên, họ đã không thể lan rộng trên khắp Hy Lạp. Với sự giúp đỡ của người dân Hy Lạp trên đảo, Hải quân Nga giành chiến thắng lẫy lừng trước Hải quân Ottoman trong trận chiến Cesme; song, họ không hề hỗ trợ quân nổi dậy Hy Lạp tại Morea. Cuối cùng, chính phủ Ottoman đã dập tắt cuộc nổi dậy. 
Bản mẫu:Campaignbox Russo-Turkish War, 1768-1774

## Nhận định
Theo quan điểm của Nga, Bá tước Aleksey Grigoryevich Orlov đã hoàn thành nhiệm vụ, huỷ hoại Hải quân Ottoman, đánh đuổi quân Thổ về phía Nam và cống hiến cho chiến thắng quyết định của nước Nga, dẫn tới việc ký kết Hiệp ước Kuchuk-Kainarji.
Ngược lại, đối với người Hy Lạp, cuộc nổi dậy Orlov đã thất bại với biết bao người đã ngã xuống (kể cả trong chiến trận, và những đợt trả đũa của "bọn Thổ" về sau). Hơn nữa, người Hy Lạp hoàn toàn bị lãng quên trong Hiệp ước Kuchuk-Kainarji, và họ ngày càng trở nên bất mãn với Đế quốc Nga. Trong khi mối quan hệ Hy Lạp - Nga vẫn tốt đẹp (một phần nhờ ảnh hưởng của những người Hy Lạp tài giỏi tại Nga), nhiều người trong thế hệ sau của phong trào Cách mạng Hy Lạp (chẳng hạn như Petrobey hay Kolokotronis) sẽ tìm kiếm một liên minh với các liệt cường phương Tây.